# 山海テレビ中継局
山海テレビ中継局（やまみテレビちゅうけいきょく）は、愛知県知多郡南知多町にある地上デジタルテレビの中継局である。

## 中継局概要
| リモコン キーID | 放送局名       | 物理 チャンネル | 空中線電力 | ERP   | 放送対象 地域 | 放送区域 内世帯数 | 偏波面   |
| --------------- | -------------- | --------------- | ---------- | ----- | ------------- | ----------------- | -------- |
| 2               | NHK 名古屋教育 | 39ch            | 50mW       | 160mW | 全国          | 約230世帯         | 水平偏波 |
| 3               | NHK 名古屋総合 | 42ch            | 50mW       | 160mW | 愛知県        | 約230世帯         | 水平偏波 |
| 10              | TVA テレビ愛知 | 38ch            | 50mW       | 160mW | 愛知県        | 約230世帯         | 水平偏波 |

## 所在地
- 知多郡南知多町山海字西松相（秋葉神社付近の山）[1]。

## 放送エリア
- 南知多町の一部（山海地区周辺）、約230世帯[2]。

## 歴史
- 2010年11月18日 予備免許交付
- 2010年11月22日 試験放送開始
- 2010年12月16日 免許交付[3]
- 2010年12月20日 放送開始

## その他
- 全局デジタル新局として開局。
- CBCテレビ（CBC）・東海テレビ放送（THK）・名古屋テレビ放送（NBN）・中京テレビ放送（CTV）の中京広域圏4局の中継所は置局されていないが、愛知県内の瀬戸ではなく、海を挟んだ三重県伊勢市の伊勢中継所の電波を受信することとなる[4]。